# Kiara Ortega
Kiara Liz Ortega Delgado (Rincón, Puerto Rico; 23 de agosto de 1993) es una actriz, conductora, modelo y empresaria puertorriqueña. Ganó el título nacional de Miss Universe Puerto Rico 2018. Representó a Puerto Rico en el concurso Miss Universe 2018 en Bangkok, Tailandia donde alcanzó el puesto de Top 5. Luego comenzó a trabajar con la cadena Univisión como conductora backstage del programa ¿Quién Es La Máscara?.
Protagonizó la película Millonario Sin Amor junto a Fabián Ríos (actor) y salió también en la cinta Panama de la mano de Cole Hauser y Mel Gibson. Grabó una serie en México La Mujer del Diablo.y actualmente participa de una serie norteamericana llamada The Bay.  

## Pageantry

### Miss Universe Puerto Rico 2018
Ortega Delgado participó en el Concurso Miss Universe Puerto Rico 2018 representando al pueblo de Rincón.  Ganó el título el 20 de septiembre de 2018, derrotando otras 28 candidatas.

### Miss Universo 2018
Liz Ortega Delgado representó a Puerto Rico en el Concurso internacional Miss Universo 2018 en Bangkok, Tailandia, dónde logró posicionarse en el top 5 de finalistas.